# 오하라다니촌
오하라다니촌(小原谷村)은 이시카와현 가호쿠군에 일찍이 존재했던 촌이다. 현재의 가나자와시 북동부, 호쿠리쿠 자동차도의 가나자와 모리모토 나들목의 동쪽일대에 해당한다.

## 역사
- 1889년 4월 1일 - 정촌제 시행에 의해 13개 촌의 구역을 가지고 오하라다니촌이 성립하였다.
- 1907년 8월 10일 - 나오에다니촌, 오하라다니촌이 합병해 야쿠시다니촌이 성립하였다.

## 교통

### 도로
현재는 구촌에 호쿠리쿠 자동차도가 지나가지만, 당시엔 미개업

## 참고문헌
- 角川日本地名大辞典 17 石川県